# Franz Seitz, Sr.
Franz Seitz, Sr. (14 de abril de 1887 – 7 de marzo de 1952) fue un director, guionista y actor de nacionalidad alemana.

## Biografía
Nacido en Munich, Alemania, estudió dos años
en una escuela teatral privada y, bajo el seudónimo de "Franz Felix", actuó en diferentes escenarios de Baviera.
En 1912 hizo su debut como director, y en 1917 dirigió su primera película muda para el productor Peter Ostermayr. Desde 1919 a 1929 trabajó para la compañía de Múnich Bavaria Film, de la que fue gerente de producción.
Desde principios de la década de 1930 tuvo su propia compañía de producción, pero Seitz trabajó principalmente como director contratado. Su especialidad eran las farsas de trasfondo alpino. Poco después del ascenso al poder de Hitler, Seitz  produjo y dirigió la película propagandística S.A. Mann Brand que si bien expone las supuestas virtudes de unirse a las filas del Partido Nazi, la película se destaca por la ausencia de temas antisemitas. Finalizada la Segunda Guerra Mundial, fue prácticamente incapaz de poder llevar a cabo más proyectos cinematográficos.En total, a lo largo de su carrera entre 1920 y 1951, dirigió 59 filmes. 
Franz Seitz estuvo casado con la actriz Anni Terofal. Uno de sus hijos, Franz Seitz, Jr., fue también productor y director de cine, produciendo la última película de su padre, Der letzte Schuß. Su otro hijo, Hans Terofal, fue un famoso cómico.
Franz Seitz, Sr. falleció en Schliersee, Alemania, en 1952. Fue enterrado en el cementerio de dicha población.

## Selección de su filmografía
| - 1917: Der Herr mit der Dogge (director, guionista) - 1918: Der Schwerverbrecher (director, guionista) - 1919: Die sterbende Salome (director, guionista) - 1919: Die Verdammten (director, guionista) - 1920: Das Milliardentestament (director, guionista) - 1920: Verlorenes Spiel (director) - 1920: Der Ausgestoßene (director) - 1920: Der letzte Schuß (director, guionista) - 1920: Tom Murger, der Bankräuber (director, actor) - 1921: Die sündige Vestalin (director, guionista) - 1921: Die rote Fledermaus (director) - 1923: Das Schicksal des Thomas Balt (director, coguionista) - 1924: Das blonde Hannele (director) - 1924: Dein Begehren ist Sünde (director, coguionista) - 1925: Das Parfum der Mrs. Warrington (director) - 1925: Die abenteuerliche Hochzeit (director, coguionista) - 1926: Heimliche Sünder (director) - 1926: Der Jäger von Fall (director, coguionista) - 1927: Arme, kleine Colombine (director, coguionista) - 1927: Der fidele Bauer (director) - 1927: Almenrausch und Edelweiß (director) | - 1928: Der Weiberkrieg (director) - 1929: Links der Isar – rechts der Spree (director) - 1932: Wenn dem Esel zu wohl ist (director) - 1933: Mit dir durch dick und dünn (director, gerente de producción) - 1933: S.A. Mann Brand (director, productor) - 1933: Ein Kuß in der Sommernacht (director, productor) - 1933: Die blonde Christl (director) - 1934: Achtung! Wer kennt diese Frau? (director, productor) - 1934: Bei der blonden Kathrein (director, productor) - 1936: Du kannst nicht treu sein (director) - 1936: Die Jugendsünde (director) - 1936: IA in Oberbayern (director, productor) - 1937: Soweit geht die Liebe nicht (director, productor) - 1938: Skandal um den Hahn (director) - 1938: Die Pfingstorgel (director, coguionista) - 1939: Hochzeit mit Hindernissen (director, coguionista) - 1939: Das jüngste Gericht (director, coguionista) - 1941: Die Erbin vom Rosenhof (director, coguionista) - 1950: Zwei in einem Anzug (coguionista) - 1951: Der letzte Schuß (director, guionista) |